# Склерокарія
Склерока́рія ефіо́пська, або марула (Sclerocarya birrea) — одноствольне листопадне дводомне дерево з широкою кроною родини сумахові, що походять з лісистих районів Південної і Західної Африки, з широкою кроною і сірою корою, що досягає у висоту 18 м. Поширення цієї рослини в Африці відповідає міграціям племен банту, бо його плоди споконвіку були важливою частиною їх поживного раціону. Зрілі плоди мають тонку жовту шкірку і білий м'якуш, багатий на вітамін C (його в марулі міститься увосьмеро більше, ніж в апельсині). М'якуш соковитий і терпкий, має сильний запах скипидару. Він їстівний у свіжому вигляді, також може бути використаний для приготування соків, желе та алкогольних напоїв (наприклад, лікеру Амарула). Ядра насіння, багаті білками та жирами, вживаються в їжу, а також служать сировиною для отримання олії. Можуть плодоносити до двох разів на рік перед сезонами дощів березень-квітень, вересень-жовтень.

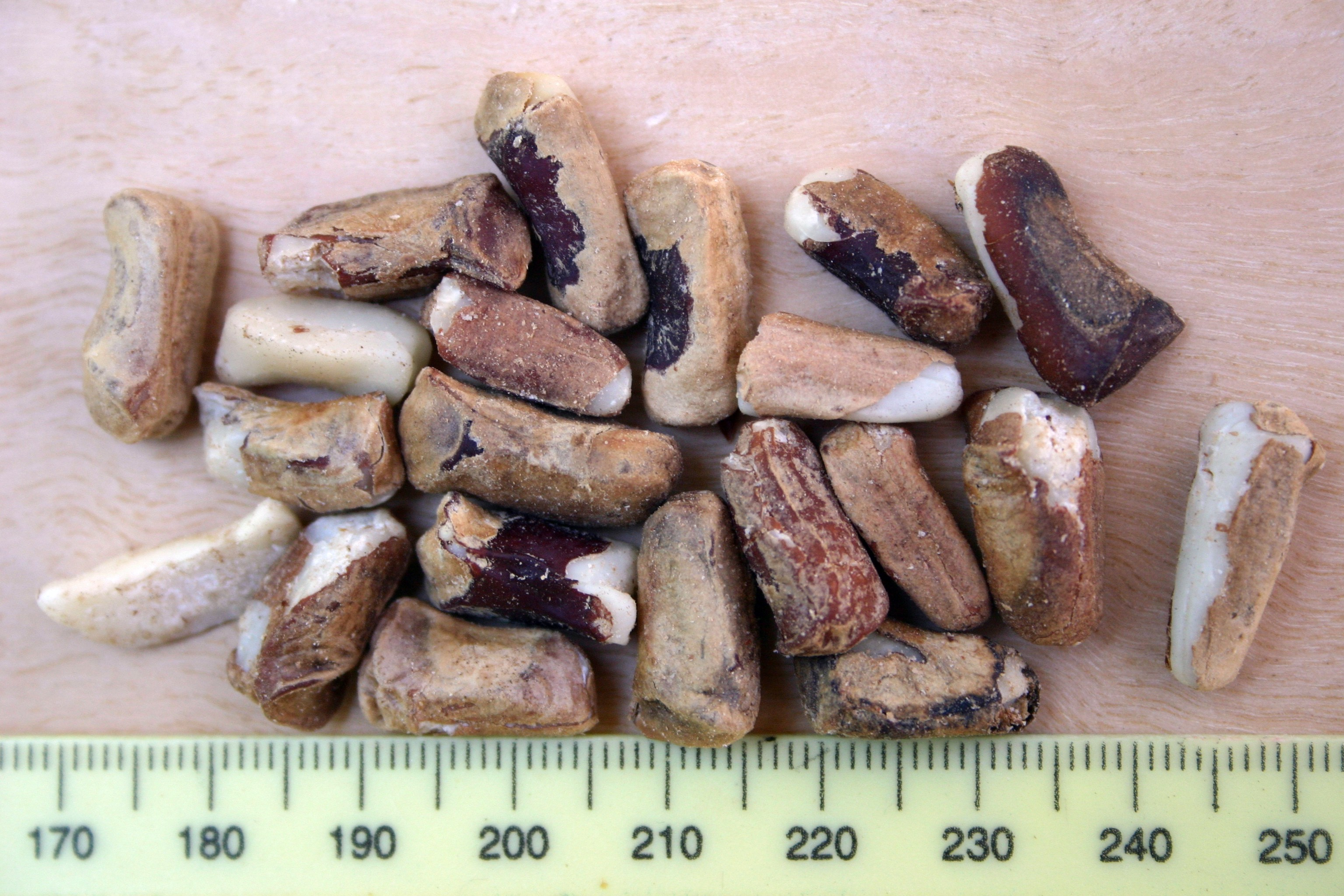
Насіння марули